# Туннель под миром (рассказ)
«Туннель под миром» (англ. The Tunnel under the World) — научно-фантастический рассказ американского писателя Фредерика Пола. Впервые он был опубликован в 1955 году в журнале «Galaxy Science Fiction». Часто включался в антологии фантастики, в частности в The Golden Age of Science Fiction под редакцией Эмиса Кингсли (1981).

## Сюжет
Гай и Мэри Буркгардта просыпаются 15 июня в своём доме в Тайлертони. Им обоим приснились ужасные кошмары, но они не могут вспомнить что именно. Гай забывает о сне и как обычно отправляется на работу, в офис предприятия Контро Кемикалс, который расположен в центре города. Производственный процесс на этом нефтехимическом заводе высоко автоматизирован, а все рутинные действия выполняют роботы. Но что-то происходит не так; Буркгард окружён со всех сторон громкими и всепроникающими рекламными возгласами, призывающими покупать все, от сигарет в морозильных камер.
Коллега по имени Свенсон пытается поговорить с ним, но Буркхардт не обращает на него внимание и тот уходит ни с чем. Проснувшись на следующее утро, Буркхардт понимает, что ему приснился тот же кошмар, а в календаре эта же дата — 15 июня. Он уже знает, что произойдёт, когда он доберётся до офиса, и Свенсон снова попытается поговорить с ним. Это действительно происходит.
В тот вечер Буркхардт узнаёт, что его подвал, кажется, был разобран и перестроен до неузнаваемости. И на следующее утро на дворе все ещё 15 июня, хотя Буркхардт знает, что этого не может быть. Он рассказывает об этом, когда Свенсон снова пытается заговорить с ним. Свенсон отводит его в пустые залы химического завода. Спрятавшись в комнате в конце длинного туннеля, он объясняет свою теорию, возможно к этому причастны пришельцы, захватившие город по неизвестным причинам.
Но ни одна из их догадок не является правильной. Выясняется, что взорвался химический завод. Все жители Тайлертона погибли от взрыва или химических испарений. Дорчин, безжалостный рекламный менеджер, взял на себя все руины и восстановил их в миниатюре. Люди пересозданы в виде крошечных роботов, и их используют как подопытных пленных для проверки эффективности назойливых рекламных кампаний.

## Экранизации
Фильм Виртуальный кошмар (2000) основан на этом рассказе.